# Матачюнайте, Вилия
Вилия Матачюнайте (лит. Vilija Matačiūnaitė; род. 24 июня 1986 года, Вильнюс, Литовская ССР, СССР) — литовская певица, которая представляла Литву на конкурсе песни «Евровидение-2014» с песней Attention.
На конкурсе получила «приз» имени Барбары Декс как самая безвкусно одетая исполнительница.